# Дискотека

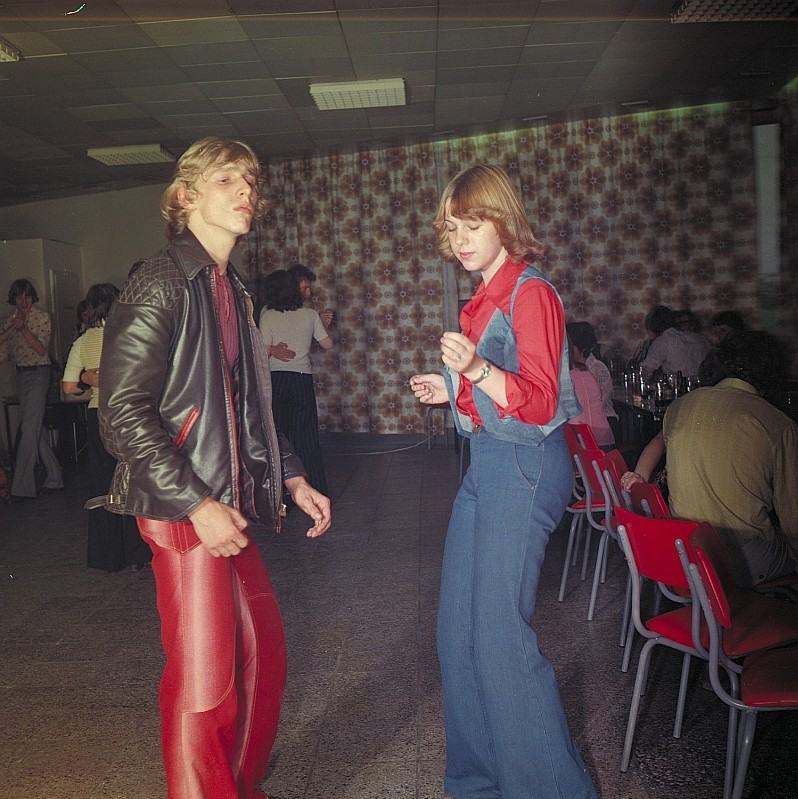
Дискотека в 1977

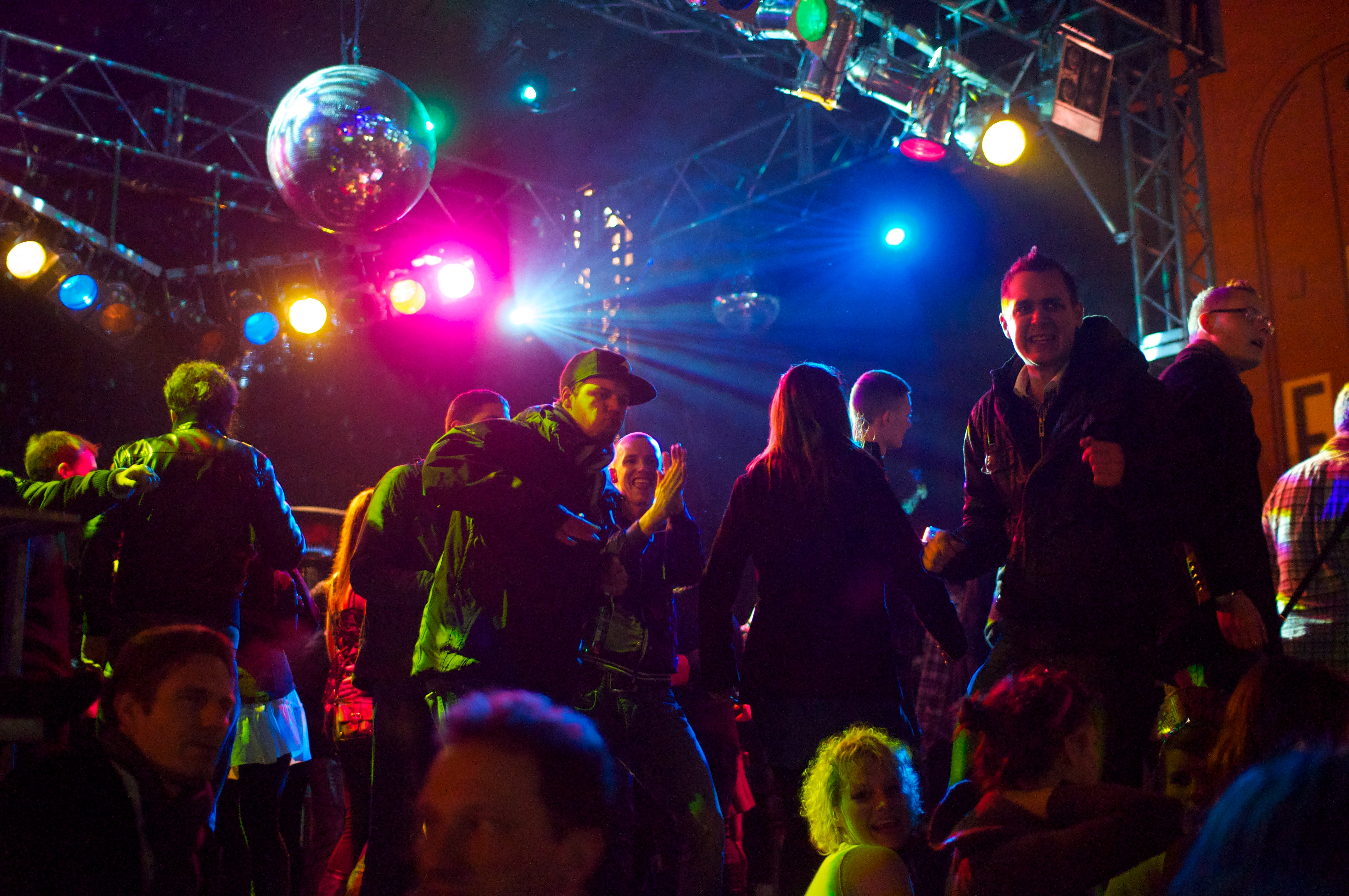
Дискотека у 2011

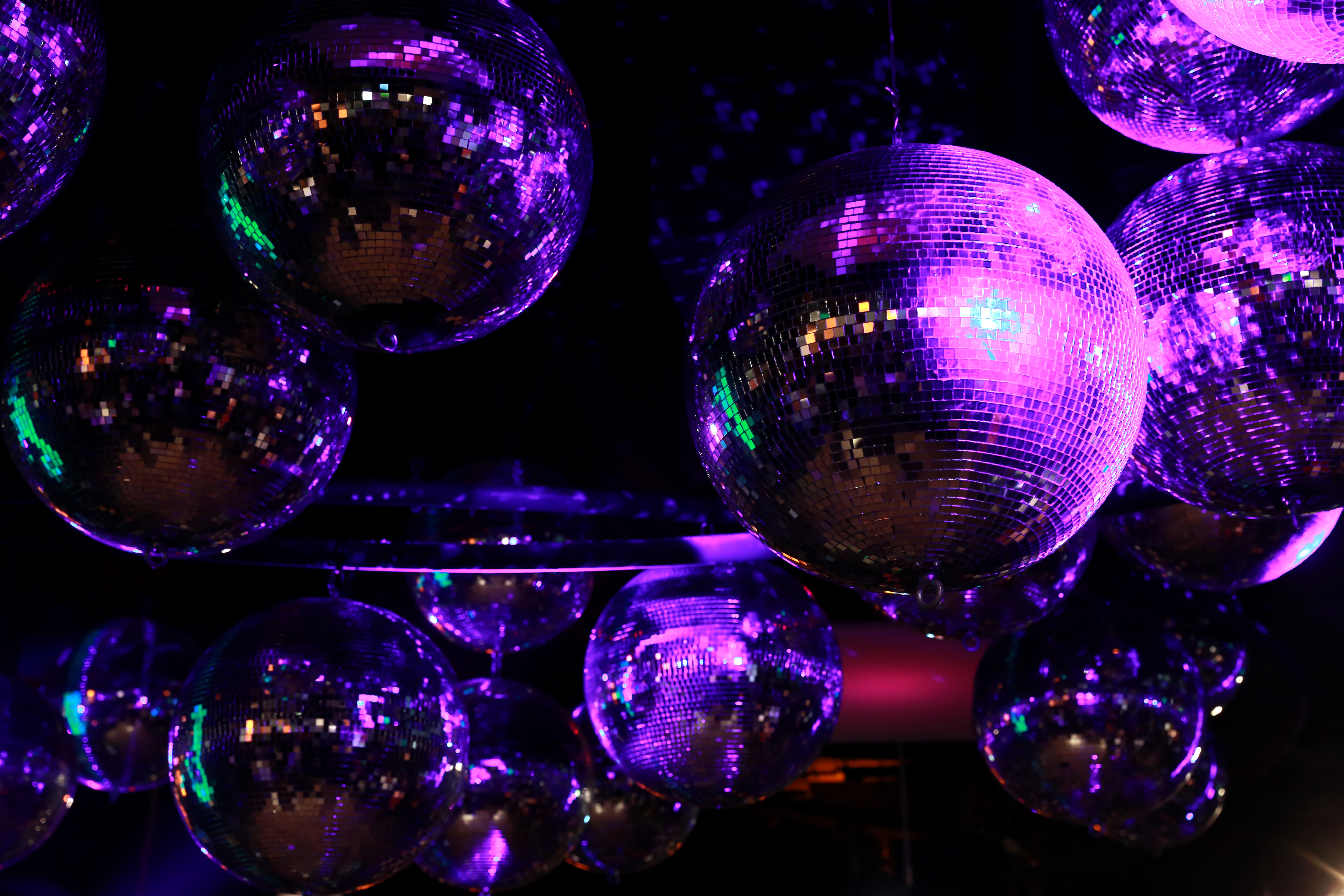
Дискокулі

Дискотека (фр. discothèque; похідне від слів disque — пластинка та cartothèque — картотека) — розважальний захід, який проводиться в спеціальному клубі або на відкритому повітрі (танцполі). До поширення дискотек, у більшості клубів та барів грали музиканти наживо.

## Історія
У 30-х роках XX століття слово «discoteque» на сленгу французьких шанувальників джазу означало зібрання любителів джазу. Під час французької кампанії 1940 року це слово набуло ще й духу протесту, так як джаз був заборонений нацистами. У складі джазових оркестрів виступали в основному музиканти єврейського і негритянського походження, яким заборонялася трудова діяльність в Третьому рейху, в зв'язку з чим проведення танцювальних вечорів під живу джазову музику фактично виявилося неможливим. Повна заборона на проведення державних і приватних танцювальних вечорів вступила в силу 17 січня 1942 року.
На зміну живій музиці прийшли грамофонні платівки. Якщо вірити книзі Альберта Голдмана «Disco», що вийшла в 1978 році, то найпершою в світі дискотекою був заклад, розташований на вулиці Юшетт (фр. Huchette) в Парижі під назвою «La Discoteque». Це був бар, що існував під час Другої світової війни, в якому, при замовленні випивки, клієнт міг попросити поставити його улюблену джазову платівку.